# Luther Strange
Luther Strange (Birmingham, 1953. március 1. –) az Amerikai Egyesült Államok szenátora (Alabama, 2017. február 8. – 2018. január 3.). A Republikánus Párt tagja. A New Orleans-i Tulane Egyetemen szerzett alapdiplomát 1975-ben és jogi doktorátust 1979-ben.1981-ben szakvizsgázott, majd ügyvédként dolgozott Birminghamben. 2011-től 2017-ig alabamai főállamügyész (attorney general) volt. Amikor Jeff Sessions szenátor igazságügyminiszter lett 2017. február 8-án, Robert Bentley alabamai kormányzó Strange-et bízta meg azzal, hogy képviselje az államot a szövetségi szenátusban, amíg Sessions utódját meg nem választják. Strange 2017. február 8-án tette le a hivatali esküt. A 2017. december 12-én megrendezett időközi választást a demokrata Doug Jones nyerte meg, aki aztán az új szenátusi ülésszak kezdetén, 2018. január 3-án foglalta el hivatalát, és ezzel Strange szenátusi megbizatása megszűnt.